# صموئيل فنتون كاري
صموئيل فنتون كاري هو محامي وسياسي أمريكي، ولد في 18 فبراير 1814 في سينسيناتي في الولايات المتحدة، وتوفي في 29 سبتمبر 1900 في College Hill, Cincinnati ‏ في الولايات المتحدة. نشط حزبياً في الحزب الجمهوري. وقد انتخب عضو مجلس النواب الأمريكي ‏.